# 報われなかった村人A、貴族に拾われて溺愛される上に、実は持っていた伝説級の神スキルも覚醒した
『報われなかった村人A、貴族に拾われて溺愛される上に、実は持っていた伝説級の神スキルも覚醒した』（むくわれなかったむらびとえー、きぞくにひろわれてできあいされるうえに、じつはもっていたでんせつきゅうのかみスキルもかくせいした）は、三木なずなによる日本のライトノベル。「小説家になろう」にて2020年6月から2022年9月まで連載され、書籍版がダッシュエックス文庫（集英社）より2021年2月から刊行されている。
メディアミックス展開として、2021年6月から2023年9月まで響ラジオステーションの『山口勝平のドラマティックRadio』（協力:集英社）内でラジオドラマが配信された。2021年3月にはコミカライズが決定し、くもすずめの作画で「水曜日はまったりダッシュエックスコミック」にて2022年12月から連載中。2023年にはテレビアニメ制作進行中であることが発表された。

## あらすじ
書籍1巻
過去普通の村人Aだった主人公が、何らかの事情で死に転生。
橋の下で貴族ローレンス公爵に拾われ、マテオと名付けられ、祖父ローレンス侯爵に溺愛され育てられて行く。
ある日、マテオは、祖父からのプレゼントのドラゴンの卵を触れた途端、自分でも思って見なかった魔法力が発現し、孵化させた。
そのドラゴンをエヴァと名付け、なつかせてしまう。
その後、ローレンス公爵が魔力研究家を呼び寄せ、魔力を測定してみたところ、帝国史上初の最大の魔法力であることが分かる。実の孫でもないマテオは、いつ屋敷から追い出さされても食べて行けるよう魔法の勉強を続けて行くうち、古代魔法を復活させることにも成功する。とある日、童話に記された剣と噂される鞘から抜けない剣をローレンス公爵が持って来たがその剣を鞘から抜くことにも成功！その伝説のオリファルコンから作られた聖剣エクスカリバーがマテオの魔力を吸収してさらに最強の剣となった！
その後、謁見した皇帝陛下に、マテオが何気ない本心からの言葉によって気に入られ、溺愛されて行くことになる。
ただ、皇帝陛下には、他人には言えない重大な秘密が秘められていた。
書籍2巻
貴族のローレンス公爵に拾われ、孫として何不自由することなく育ち、その生活の中で突然開眼した魔力を称賛されるマテオ。その最中、大地の精霊オノドリムと契約を交わす事になり、人間の一部にしか使えない白の魔力を手にすることとなる。
その事で魔力の相互受け渡しが可能になり、過程として、蘇生魔法も覚えることになる。
とある日、皇帝陛下から夏の避暑に行かないかと誘われ、マテオも行く事を了承し、同行する。
海が見えた場所に到着すると、短い時間ではあったが、お付きの女性達が戯れる姿を皇帝陛下と楽しむ。
その最中、突然、伝令の者が現れ、辺境の地で反乱が起こったことを告げた。
話を聞いたマテオは、自分に出来る事がある筈と考え、ドラゴンのエヴァに頼むと最速で現場に急行し、敵味方を含め争いを収めた。
皇帝陛下は、今回の功績を称え、マテオに勲位を授け、空軍を設立し、指揮を任せた。
その後、浜辺に訪れたマテオは倒れていた人魚姫のサラを助ける。
話を聞いたマテオは、サラやサラの母の海の女王の危険を察知して、救援に向かう。
書籍3巻
無敵とも思える魔力を授かり、ローレンス公爵や皇帝陛下たちの溺愛を受け、エヴァとの絆もより強くなって、更なる成長をして行くマテオ。
海底王国での情報から、海神の体を得て、見事に女王を救い、地上に帰ると、ルイザン教の信徒に狙われるようになる。
その日の夜、部屋へ戻るとルイザン教徒が突然現れ、マテオが神であると告げ、信徒を導いて欲しいと懇願して来た。
誤魔化し切れるものでもないと悟ったマテオは神となった。
数日後、部屋に忍び込んで来た信徒が大聖女を連れて屋敷に現れた。
大聖女に神からの名前を付けて使徒とし、ヘカテーと名付けた。
博識のヘカテーにマテオはヘカテーの知識が欲しいと話す。
一考したヘカテーは大図書館を建造する事を提案。
使徒の知識がマテオに集約されるとシステムを作る事を約束した。
そんな中、図書館に本を寄贈して来たカルラという女性信徒と出会ったことがきっかけで、運命の場所へ向かう。
そこには、新たな秘密が待ち受けていた。
書籍4巻
皇帝の秘められた事実を知ったマテオは、 皇帝に使徒イシュタルと命名することで、特殊な体質へと変化させた。その事で皇帝が奇病に侵されてしまう。
マテオはヘカテー、オノドリムらと共に、この世界でその奇病を治せる名医・ダガーのもとへ向かい治療を頼む。
一行は治療法を探り向かった場所で、強力で凶悪な精霊を封印した魔導書を発見!、魔導書の力を手に入れ治癒に成功！皇帝の容態は快方に向かう。
ある日、暦と明らかに違う事が起こり出す。日照時間が徐々に長くなり、白夜になってしまったのだ。
その原因を特定しようとマテオは神の力を使い解決に乗り出す。
書籍5巻
貴族の孫として生まれ変わり、最強の魔力を授かり、神となって崇拝されるマテオ。
白夜の原因を解決後、夜の太陽だったエクリプスを使徒化した事で「夜にまつわる力(死者を操る力)」を手に入れる。
マテオはその能力を使おうと試行錯誤していた。
そこに『最果（いやは）てのノワール』と呼ばれる悪魔がマテオに近づく。
当初は敵対していたが、マテオの魂を手に入れる為、突然マテオの執事として仕え出す。
目的を果たす為、マテオの望みを叶えようする。
そこに、皇帝、大聖女、大地の精霊、悪魔が 混ざっての溺愛が大混戦！？
書籍6巻
貴族に橋の下で拾われ、孫として育てられ、周りから溺愛され、最強の魔力と神の力を手に入れたマテオ。
魂のまだ浮遊する死者を操る力の検証をするため、レイフと一緒に実験開始する事になる。
エヴァに弟姉を作りたいと思ったマテオは、皇帝に相談していた処、孫を溺愛する祖父のローレンスが「ブルーゴブリンの卵」を持って現れた。
マテオの命を狙うノワール。その狙いはエクリプス由来の力を得るためだった。
そうした様々な中で明かされる、隠された世界の真実とは何か…

## 登場人物
声の項はテレビアニメ版の声優。
マテオ・ローレンス・ロックウェル
声 - 内田真礼
ローレンス・グラハム・ロックウェル公爵
イシュタル（皇帝）
声 - 夜道雪
エヴァ（ドラゴン）
オノドリム（大地の精霊）
サラ（人魚姫）
ヘカテー（大聖女）
声 - 東城咲耶子
カルラ / メーティス
声 - 五十嵐鳴
マルチン・ローレンス・ロックウェル
ルース・ベル・ウォルフ
レイフ・マートン
カール
ローラ

## 既刊一覧

### 小説
- 三木なずな（著）・柴乃櫂人（イラスト） 『報われなかった村人A、貴族に拾われて溺愛される上に、実は持っていた伝説級の神スキルも覚醒した』 集英社〈ダッシュエックス文庫〉、既刊8巻（2025年6月25日現在）
  1. 2021年2月25日発売[5]、ISBN 978-4-08-631402-2
  2. 2021年3月25日発売[6]、ISBN 978-4-08-631406-0
  3. 2021年6月25日発売[7]、ISBN 978-4-08-631425-1
  4. 2022年10月25日発売[8]、ISBN 978-4-08-631489-3
  5. 2023年5月25日発売[9]、ISBN 978-4-08-631508-1
  6. 2023年10月25日発売[10]、ISBN 978-4-08-631508-1
  7. 2024年5月24日発売[11]、ISBN 978-4-08-631552-4
  8. 2025年6月25日発売[12]、ISBN 978-4-08-631608-8

### 漫画
- くもすずめ（漫画）・三木なずな（原作）・柴乃櫂人（イラスト） 『報われなかった村人A、貴族に拾われて溺愛される上に、実は持っていた伝説級の神スキルも覚醒した』 集英社〈ヤングジャンプコミックス〉、既刊3巻（2025年5月19日現在）
  1. 2023年5月19日発売[13][14]、ISBN 978-4-08-892744-2
  2. 2024年5月17日発売[15]、ISBN 978-4-08-893034-3
  3. 2025年5月19日発売[16]、ISBN 978-4-08-893658-1

## ラジオドラマ
インターネットラジオ「HiBiKi Radio Station」内番組『山口勝平のドラマティックRadio』（協力：集英社）にて、全48回の構成でラジオドラマが配信された。

### レギュラーキャスト
- マテオ・ローレンス - 日髙のり子
- 皇帝 - 渕上舞
- レイフ・マートン - 緒方恵美
- ローレンス公爵 - 緒方賢一
- マルチン・ローレンス - 深澤純
- エヴァンジェリン - 藍川ふみ
- 人魚サラ - 藍川ふみ
- ローラ - 堀川かえで
- リサ - 涼城えみ
- オノドリム - 笠原弘子
- カルラ - 竹内順子
- ルル - 黒岩希未代
- 女王 - 島津冴子
- 村人A＆ナレーション - 山口勝平

### 主題歌
- 報われなかった村人Aメインテーマ
- 作詞・歌：中川奈美
- 補作詞：寺本勲
- 1st,2ndバイオリン、ビオラ：西田史朗
- チェロ：西谷牧人
- フルート、ティンホイッスル、リコーダー：坂本圭

### スタッフ
- 原作 - 三木なずな
- キャスト脚本 - かなつん
- 音楽 - 浦本和宏（コサエル・クリエイティブスタジオ）
- 録音・効果 - コサエル・クリエイティブスタジオ
- 音響監督 - なかのとおる
- 編集 - 横倉雅士（Mas Audio Sound）
- 制作アシスタント - ショウエイ
- 脚本協力 - 登彩
- 制作統括 - 椙本泰史
- プロデューサー - 鈴木脩一（神南スタジオ）
- 協力 - 集英社ダッシュエックス文庫

## テレビアニメ
2023年にはテレビアニメの制作が進行している旨が、9月20日配信の「山口勝平のドラマティックRadio」第48回放送および10月5日の集英社ダッシュエックス文庫公式X（旧Twitter）においてそれぞれ発表された。

### スタッフ（テレビアニメ）
- 原作 - 三木なずな[4]
- キャラクター原案 - 柴乃櫂人[4]
- 監督 - 小美野雅彦[4]
- シリーズ構成 - 金子ツトム[4]
- キャラクターデザイン - 山中純子[4]
- プロデュース - ジェンコ[4]
- アニメーション制作 - ランチBOX[4]